# كأس إسكتلندا 1962–63
كأس اسكتلندا 1962–63 (بالإنجليزية: 1962–63 Scottish Cup)‏ هو موسم من كأس اسكتلندا. فاز فيه نادي رينجرز.